# Liste der Monuments historiques in Longevelle-sur-Doubs
Die Liste der Monuments historiques in Longevelle-sur-Doubs führt die Monuments historiques in der französischen Gemeinde Longevelle-sur-Doubs auf.

## Liste der Objekte
| Bezeichnung                   | Beschreibung                                                     | Standort                          | Kennzeichnung | Schutzstatus | Datum | Bild |
| ----------------------------- | ---------------------------------------------------------------- | --------------------------------- | ------------- | ------------ | ----- | ---- |
| Taufkanne                     | Zinn, 18. Jahrhundert                                            | in der lutherischen Kirche (Lage) | PM25000875    | Classé       | 1961  |      |
| Kelch und Patene              | Silber, vergoldet, bezeichnet 1630, Goldschmied Pierre Baguesson | in der lutherischen Kirche (Lage) | PM25000876    | Classé       | 1961  |      |
| Abendmahlskanne               | Zinn, bezeichnet 1774                                            | in der lutherischen Kirche (Lage) | PM25000877    | Classé       | 1961  |      |
| Skulptur Christus in der Rast | Stein, farbig gefasst, 17. Jahrhundert                           | in einer Wegekapelle              | PM25002207    | Inscrit      | 1975  |      |